# Fresh Kid Ice
Chris Wong Won también conocido como "Fresh Kid Ice" a.k.a "The Chinaman" (Puerto España, 29 de mayo de 1964-Miami, 13 de julio de 2017) fue un rapero estadounidense nacido en Trinidad, fundador del grupo de música rap 2 Live Crew. Es de ascendencia china, de ahí el apodo de "The Chinaman".
Comenzó en California, cuando Ice, DJ Mr. Mixx, y Amazing V publicaron el sencillo "Revelation" en 1985, que obtuvo mucho éxito en Miami. Intentaron expandirlo a todo el país con el sencillo "What I Like".
Ice sólo ha publicado dos álbumes en solitario, el primero The Chinaman (1992) y el segundo, doce años después, Freaky Chinese.
Realizó mixes con artistas como Insane Clown Posse, Vanilla Ice, MC Breed o Fish 'N' Grits.
Falleció el 13 de julio de 2017 a los 53 años.

## Discografía
- 1992 The Chinaman
- 2004 Freaky Chinese